# Waldecker Landesvertretung
Die Verfassungsgebende Waldeck-Pyrmonter Landesvertretung (ab 1922: Waldecker Landesvertretung) war die Legislative des Freistaates Waldeck(-Pyrmont).

## Geschichte

### Verfassungsgebende Waldeck-Pyrmonter Landesvertretung
Im Rahmen der Novemberrevolution wurde Fürst Friedrich abgesetzt und Waldeck-Pyrmont zum Freistaat erklärt. Damit ergab sich die Notwendigkeit, ein neues Landtagswahlrecht zu schaffen. Am 14. Februar 1919 wurde die neue Wahlordnung veröffentlicht. Der Landtag, nun Verfassungsgebende Waldeck-Pyrmonter Landesvertretung genannt, sollte in zwei Wahlkreisen (Waldeck und Pyrmont) gewählt werden. Er bestand aus 21 Abgeordneten (17 aus Waldeck, 4 aus Pyrmont). Gewählt wurde im Verhältniswahlrecht in direkter und geheimer Wahl. Das Frauenwahlrecht wurde erstmals in Waldeck eingeführt. Die Wahlordnung orientierte sich am Preußischen Landtagswahlgesetz und verwies darauf. Der alte Landtag wurde am 2. April 1919 aufgelöst, nachdem die Wahl der Verfassungsgebende Waldeck-Pyrmonter Landesvertretung am 9. März 1919 stattgefunden hatte. Am 8. April 1919 trat die Verfassungsgebende Waldeck-Pyrmonter Landesvertretung erstmals zusammen.
Eine Verfassung wurde jedoch nicht verabschiedet. Stattdessen wurde über einen Anschluss an Preußen diskutiert. Am 30. November 1921 wurde Pyrmont nach einer Volksabstimmung in Pyrmont 1921 an Preußen abgetreten und dort Teil des Landkreises Hameln-Pyrmont. Im Mai 1922 wurde im Kreis Pyrmont Wilhelm Eikermann in einer Nachwahl auf einer gemeinsamen Liste von DVP und DDP in den Provinziallandtag der Provinz Hannover gewählt.

### Waldecker Landesvertretung
Mit dem Ausscheidens Pyrmonts beschloss die Verfassungsgebende Waldeck-Pyrmonter Landesvertretung die neue Waldecker Wahlordnung vom 15. März 1922. Am 16. März 1922 löste sich die Verfassungsgebende Waldeck-Pyrmonter Landesvertretung auf und er kam zu Neuwahl der Waldecker Landesvertretung. Diese bestand nun aus 17 Abgeordneten, die in einem Wahlkreis gewählt wurden.
1925 fand eine weitere Wahl nach dem gleichen Wahlrecht statt.
Waldeck blieb bis zum 1. April 1929 als Freistaat selbstständig. 1929 wurde auch Waldeck als Teil der Provinz Hessen-Nassau nach Preußen eingegliedert. Die Wahlperiode des 1925 gewählten Landtags wurde angesichts des bevorstehenden Ende des Freistaates bis 1929 verlängert. Am 27. März 1929 löste sich die Landesvertretung auf. Nachfolger des Landtags wurde damit der Kurhessische Kommunallandtag beziehungsweise der Provinziallandtag von Hessen-Nassau. Am 9. Juni 1929 fand eine Zusatzwahl zum Preußischen Landtag in Waldeck statt, bei der jedoch kein Waldecker Kandidat gewählt wurde.

## Wahlergebnisse

### Wahl zur Verfassungsgebenden Landesvertretung
- SPD: 7
- WV: 3
- DDP: 4
- DVP: 1
- DNVP: 6

| Landtagswahl 1919       | Landtagswahl 1919 | Landtagswahl 1919 | Landtagswahl 1919 |
| Partei                  | Stimmanteil in %  | Sitze             |                   |
| ----------------------- | ----------------- | ----------------- | ----------------- |
| SPD                     | 30,4 %            | 7 Sitze           |                   |
| DNVP                    | 23,2 %            | 6 Sitze           |                   |
| DDP                     | 21,2 %            | 4 Sitze           |                   |
| Waldeckischer Volksbund | 13,6 %            | 3 Sitze           |                   |
| DVP                     | 3,1 %             | 1 Sitze           |                   |
| Zentrumspartei          | 2,9 %             | 0 Sitze           |                   |

### Landtagswahl 1922
- USPD: 1
- SPD: 4
- DDP: 2
- WVgg: 1
- WL: 9

| Landtagswahl 1922                                                        | Landtagswahl 1922 | Landtagswahl 1922 | Landtagswahl 1922 |
| Partei                                                                   | Stimmanteil in %  | Sitze             |                   |
| ------------------------------------------------------------------------ | ----------------- | ----------------- | ----------------- |
| Waldeckischer Landeswahlverband (Landbund, DNVP, DVP und Handwerkerbund) | 50,2 %            | 9 Sitze           |                   |
| SPD                                                                      | 20,9 %            | 4 Sitze           |                   |
| DDP                                                                      | 12,9 %            | 2 Sitze           |                   |
| Wirtschaftliche Vereinigung                                              | 8,7 %             | 1 Sitz            |                   |
| USPD                                                                     | 7,4 %             | 1 Sitz            |                   |

### Landtagswahl 1925
- SPD: 3
- HB: 2
- DDP: 1
- DVP: 1
- DNVP: 3
- Lb: 7

| Landtagswahl 1925      | Landtagswahl 1925 | Landtagswahl 1925 | Landtagswahl 1925 |
| Partei                 | Stimmanteil in %  | Sitze             |                   |
| ---------------------- | ----------------- | ----------------- | ----------------- |
| Landbund               | 33,5 %            | 7 Sitze           |                   |
| SPD                    | 18,6 %            | 3 Sitze           |                   |
| DNVP                   | 16,1 %            | 3 Sitze           |                   |
| Handwerkerbund         | 12,1 %            | 2 Sitz            |                   |
| Mittelstandsbund (DVP) | 9,6 %             | 1 Sitz            |                   |
| DDP                    | 6,7 %             | 1 Sitz            |                   |

## Sitz
Der frühere Landtag hatte seinen Sitz im heutigen Haus der Domanialverwaltung (Schloßstraße 28) gegenüber dem Residenzschloss Arolsen. Nach 1919 nutzte die Landesvertretung das heutige Rathaus der Stadt Bad Arolsen.

## Personen

### Abgeordnete
Siehe hierzu:
- Liste der Mitglieder der Verfassungsgebenden Waldeck-Pyrmonter Landesvertretung
- Liste der Mitglieder der Waldecker Landesvertretung 1922–1925
- Liste der Mitglieder der Waldecker Landesvertretung 1925–1929

### Präsidenten
- Präsident der Landesvertretung des Freistaates Waldeck und Pyrmont 1919–1921: Paul Winkhaus (DDP)
- Präsident der Landesvertretung des Freistaates Waldeck und Pyrmont 1921–1922: Heinrich Kramer (auch: Harry) (SPD)
- Präsident der Landesvertretung des Freistaates Waldeck 1922–1929: Oswald Waldschmidt (DNVP)